# Ducati 749
La Ducati 749 è una moto sportiva prodotta dall'azienda motociclistica italiana Ducati dal 2002 al 2007.

## Introduzione
Questo modello è strettamente legato alla 999, di cui conserva pressoché tutta la carrozzeria.

## Versioni
La moto è stata prodotta in quattro differenti versioni: 
- 749 Dark, solo in colore nero, è la versione base, meno costosa. È stata prodotta dal 2004. Non monta l'ammortizzatore di sterzo e le dotazioni a livello di sospensioni sono inferiori rispetto a quelle degli altri modelli, pur non penalizzando particolarmente la moto.
- 749, la versione principale, in commercio dal 2002
- 749S, con componentistica più raffinata e motore più potente, in produzione anch'essa dal 2002
- 749R, con motore notevolmente rivisitato per una potenza ancora maggiore e componenti ancora più "nobili", in vendita dal 2004